# Momotxorro

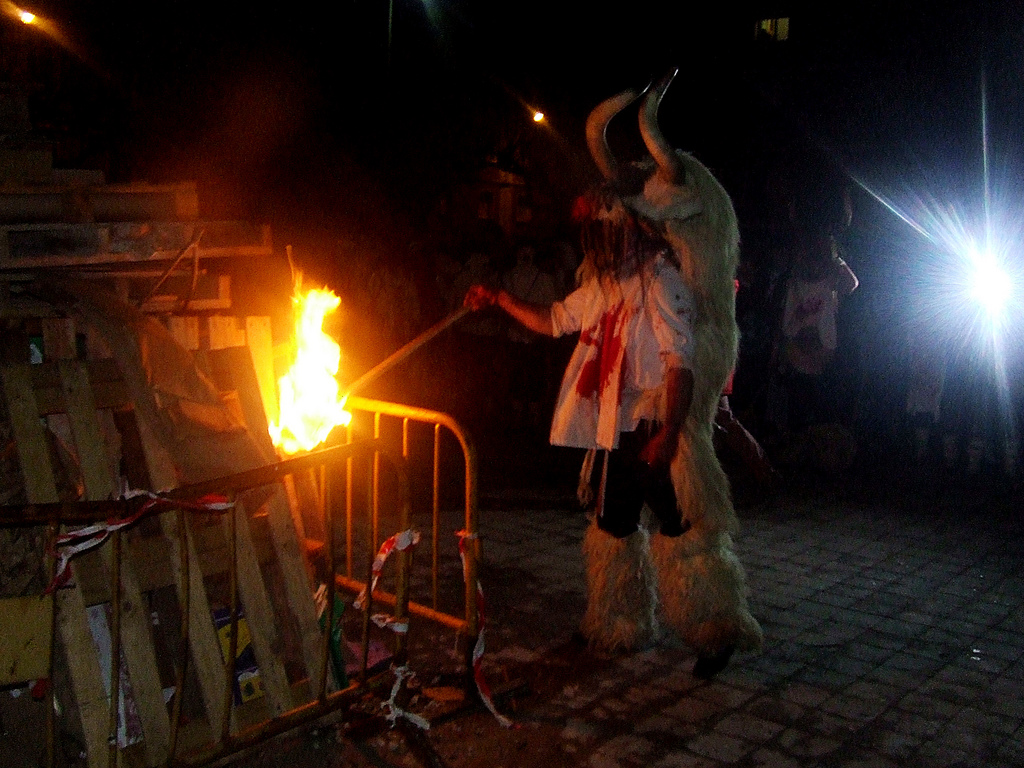
Un momotxorro prepara el fuego para el akelarre.

El Momotxorro es un personaje de origen desconocido del carnaval de Alsasua: es una persona con cuernos de toro, piel de oveja latxa, cencerros... 
La costumbre desapareció en la década de 1930, y se recuperó en 1980, aunque esto no gustó a la gente anciana del lugar, ya que el recuerdo de esos personajes iba unido a historias de pillaje, robo e incluso agresiones sexuales. 
Es uno de los personajes del carnaval navarro con más carga violenta: recorre las calles con su sarde (horca), atemorizando y "agrediendo" a quien se encuentra a su paso, y entrando en las casas ajenas para "saquear" su interior. Llevan cuernos y se tapan el rostro con pañuelos o con cerdas de caballo. Visten una camisa blanca manchada de sangre, y pieles de oveja. Visten pantalones azules, calcetines blancos y abarcas. Levantan ruido con cencerros cosidos a la piel de oveja o colgados alrededor de la cintura. Atacan con el sarde.
El personaje fue recuperado a partir de las investigaciones del acordeonista Enrike Zelaia, que se entrevistó con los mayores del lugar. Desde entonces, se ha hecho cada vez más popular. La danza de estos personajes en la Plaza de los Fueros ha llegado en la actualidad a ser una muestra de identidad del pueblo. Se celebra el martes anterior al Miércoles de ceniza al son de la Danza de los Momochorros (Momotxorroen dantza). 
El Martes de Carnaval se realiza la Puska Biltza (cuestación por las casas). Tras comer y beber copiosamente con lo obtenido en la "puska" y caída la tarde, cientos de momotxorros salen del frontón embistiendo entre fieros aullidos contra todo aquello vivo o muerto que se encuentren por delante. Tras recorrer varias calles, en un momento de la comitiva, Juantramposo, Maskaritak, un macho cabrío y las sorginak (brujas) se unen al cortejo. El macho cabrío, subido en un remolque, provoca a las hembras enseñando sus atributos y todas las sorginak aúllan lascivamente, y se genera así una escena lujuriosa y divertida que compensa estética y dinámicamente la violenta actitud de los momotxorros. Tras recorrer las calles del pueblo con las consabidas paradas en varias tabernas, se termina en la plaza del pueblo, donde todos bailan al mismo son: el de la Momotxorroen dantza.

Después de bailar, todo aquel enmascarado que tenga la cara tapada deberá quitarse el trapo, en el caso del momotxorro el cesto, dando por hecho el final del baile y mostrando su rostro ante todos los presentes. La fiesta continúa con una gaupasa, noche de juerga en euskera.

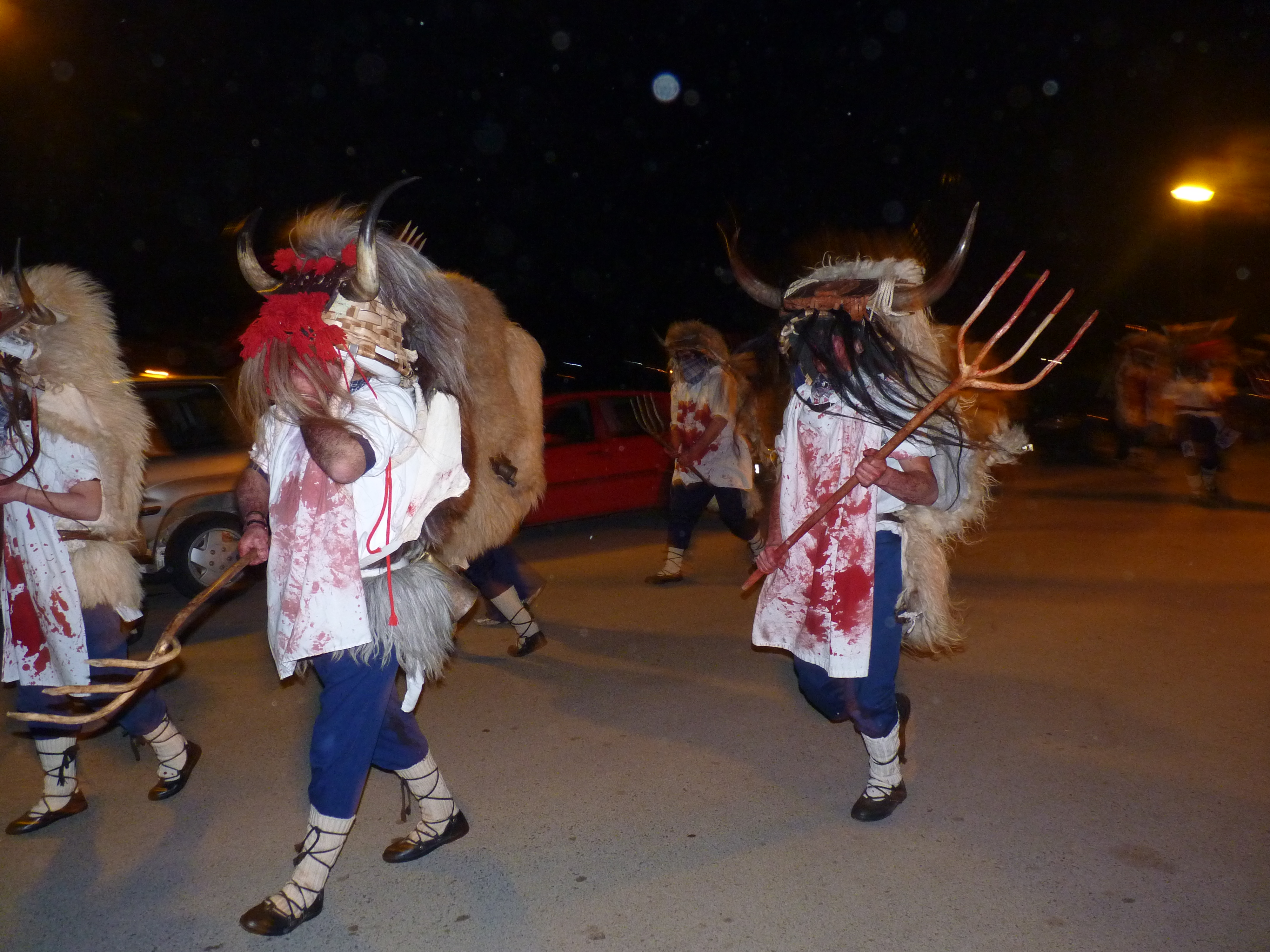
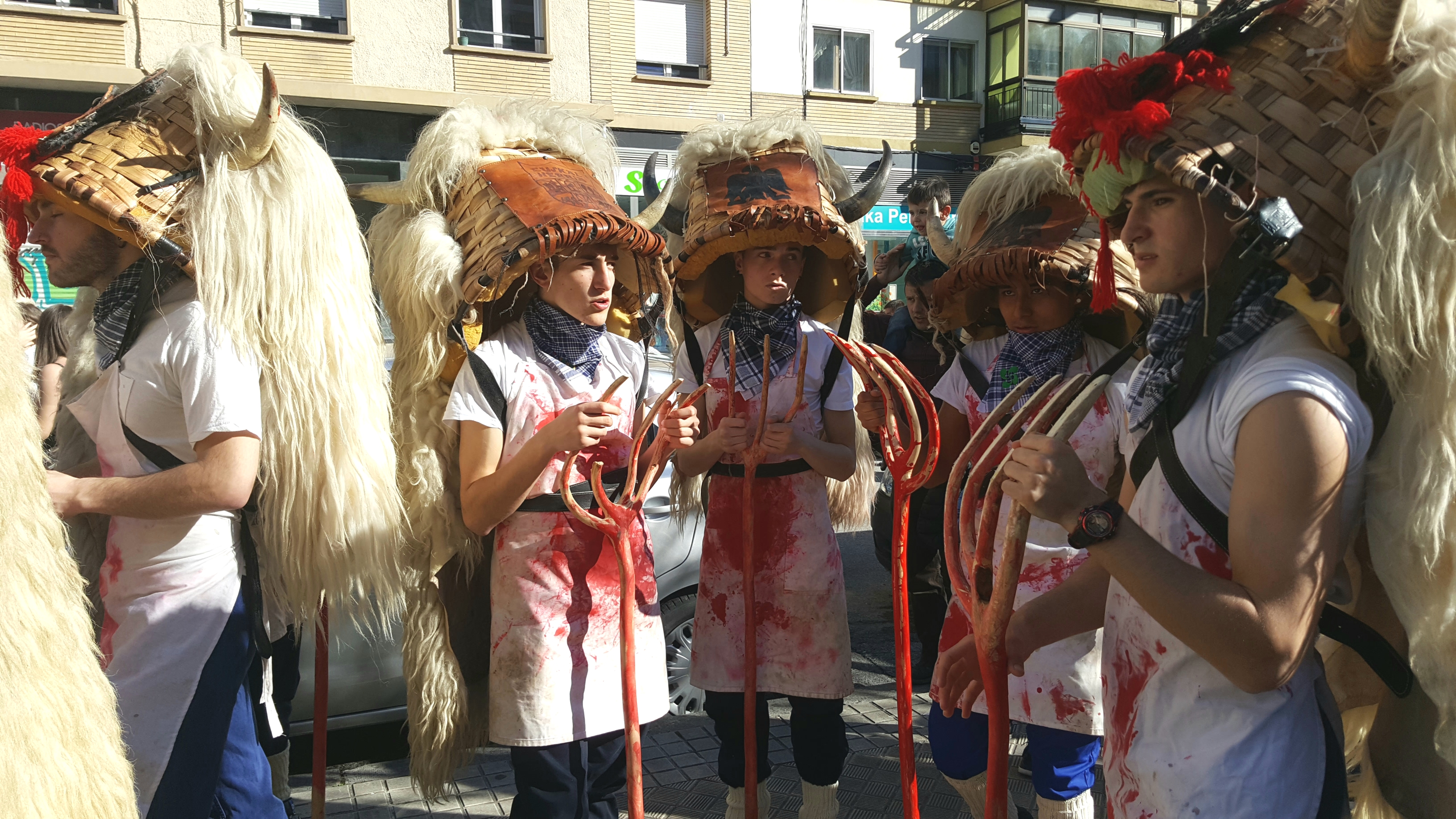
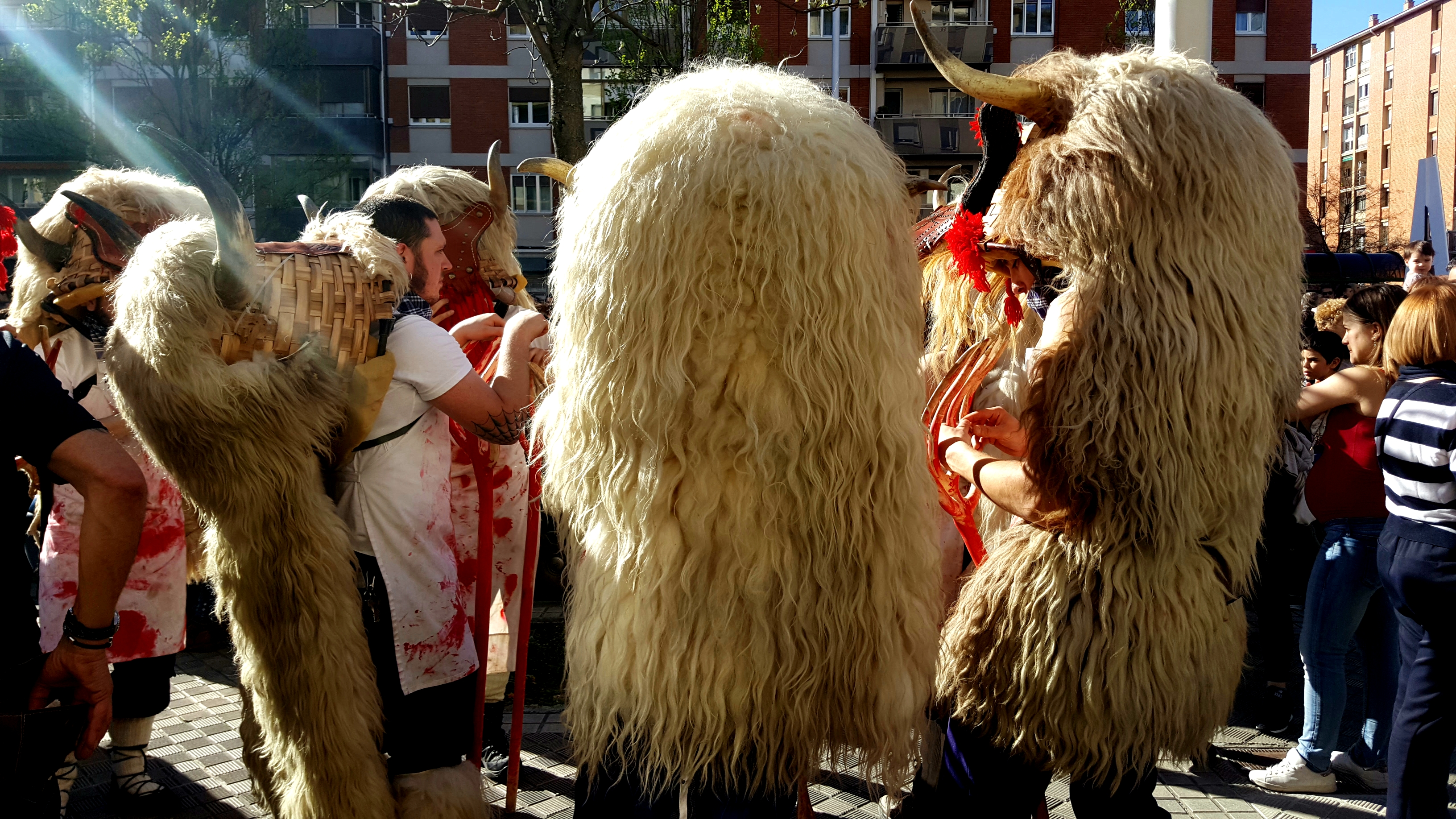

## Véase, también
- Carnavales en la cultura popular vasca
- Bujlud

- Datos: Q9034317
- Multimedia: Momotxorro / Q9034317